# Cờ tam tài

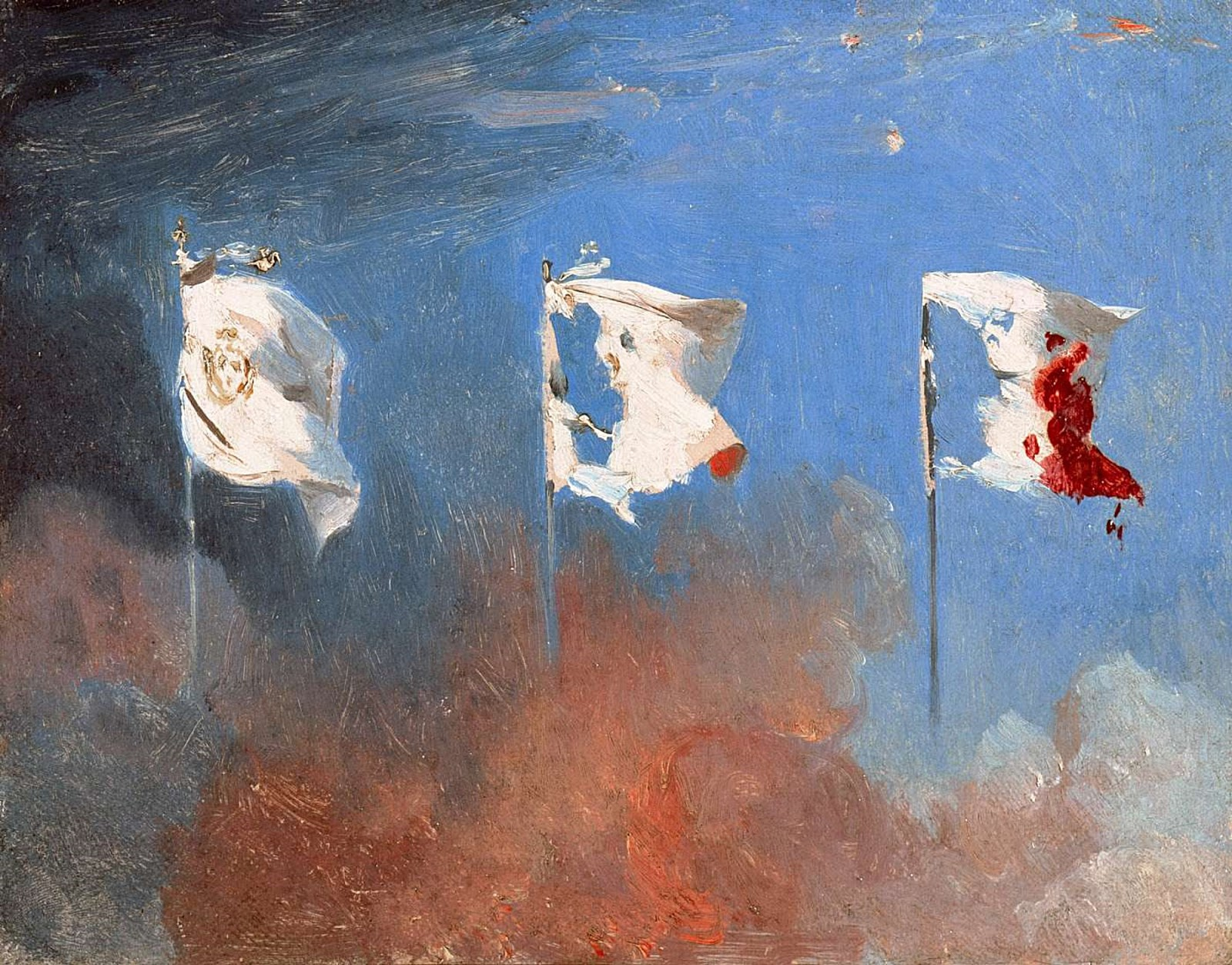
Cờ trắng của Chế độ quân chủ Pháp biến thành Tricolore là kết quả của Cách mạng Tháng Bảy, những bức tranh bởi Léon Cogniet (1830).

Cờ tam tài (tiếng Anh-Anh: Tricolour, tiếng Anh-Mỹ: tricolor) hay còn gọi là cờ tam sắc hay cờ 3 màu là một loại cờ hoặc biểu trưng được thiết kế với 3 sọc màu khác nhau, thường theo sọc ngang hoặc sọc đứng, đôi khi theo sọc chéo. Có nguồn gốc từ thế kỷ 16 như một biểu tượng của chủ nghĩa cộng hòa, tự do hay thậm chí là cách mạng. Các lá cờ của Pháp, Ý, România, Mexico và Ireland đều lần đầu tiên được thông qua với sự hình thành của một nước cộng hòa độc lập trong thời kỳ Cách mạng Pháp đến Cách mạng 1848, ngoại trừ cờ ba màu của Ireland có từ năm 1848 nhưng không được phổ biến cho đến Lễ Phục sinh năm 1916 và đến năm 1919 nó mới được thông qua.
- Cờ Pháp (từ tiếng Pháp drapeau tricolore)
- Cờ Ý (tiếng Ý thông tục gọi là Il Tricolore)
- Cờ Ấn Độ (tiếng Hindi: तिरंगा, Tirangā)
- Cờ Đức
- Cờ Bỉ
- Cờ Nga

Một số cờ cũng gọi là tam sắc nhưng có nhiều hơn ba màu, thường là ba sọc màu kết hợp với một biểu tượng ở giữa, ví dụ như quốc kỳ Ấn Độ là một ví dụ điển hình.

## Ví dụ

### Sọc ngang
| Cờ Armenia |
| Cờ Armenia |

| Cờ Áo |
| Cờ Áo |

| Cờ Bolivia |
| Cờ Bolivia |

| Cờ Bulgaria |
| Cờ Bulgaria |

| Cờ Colombia (chiều cao không bằng nhau) |
| Cờ Colombia (chiều cao không bằng nhau) |

| Cờ Estonia |
| Cờ Estonia |

| Cờ Gabon |
| Cờ Gabon |

| Cờ Gambia (có tua ở viền) |
| Cờ Gambia (có tua ở viền) |

| Cờ Đức |
| Cờ Đức |

| Cờ Hungary |
| Cờ Hungary |

| Cờ Latvia |
| Cờ Latvia |

| Cờ Litva |
| Cờ Litva |

| Cờ Luxembourg |
| Cờ Luxembourg |

| Cờ Hà Lan |
| Cờ Hà Lan |

| Cờ Nga |
| Cờ Nga |

| Cờ Sierra Leone |
| Cờ Sierra Leone |

| Cờ Yemen |
| Cờ Yemen |

### Sọc ngang có biểu tượng
| Argentina |
| Argentina |

| Cờ Azerbaijan |
| Cờ Azerbaijan |

| Cờ Belize |
| Cờ Belize |

| Cờ Botswana (có tua ở viền) |
| Cờ Botswana (có tua ở viền) |

| Cờ Campuchia |
| Cờ Campuchia |

| Cờ Croatia |
| Cờ Croatia |

| Cờ Ecuador (chiều cao không bằng nhau) |
| Cờ Ecuador (chiều cao không bằng nhau) |

| Cờ Ai Cập |
| Cờ Ai Cập |

| Cờ El Salvador |
| Cờ El Salvador |

| Cờ Eswatini |
| Cờ Eswatini |

| Cờ Ethiopia |
| Cờ Ethiopia |

| Cờ Ghana |
| Cờ Ghana |

| Cờ Honduras |
| Cờ Honduras |

| Cờ Ấn Độ |
| Cờ Ấn Độ |

| Cờ Iran |
| Cờ Iran |

| Cờ Iraq |
| Cờ Iraq |

| Cờ Kenya (có tua ở viền) |
| Cờ Kenya (có tua ở viền) |

| Cờ CHDCND Triều Tiên (có tua ở viền) |
| Cờ CHDCND Triều Tiên (có tua ở viền) |

| Cờ Lào |
| Cờ Lào |

| Cờ Liban |
| Cờ Liban |

| Cờ Lesotho |
| Cờ Lesotho |

| Cờ Libya |
| Cờ Libya |

| Cờ Malawi |
| Cờ Malawi |

| Mauritanie |
| Mauritanie |

| Cờ Myanmar |
| Cờ Myanmar |

| Cờ Niger |
| Cờ Niger |

| Cờ Nicaragua |
| Cờ Nicaragua |

| Cờ Paraguay |
| Cờ Paraguay |

| Cờ Rwanda (chiều cao không bằng nhau) |
| Cờ Rwanda (chiều cao không bằng nhau) |

| Cờ Serbia |
| Cờ Serbia |

| Cờ Slovakia |
| Cờ Slovakia |

| Cờ Slovenia |
| Cờ Slovenia |

| Cờ Tây Ban Nha |
| Cờ Tây Ban Nha |

| Cờ Syria |
| Cờ Syria |

| Cờ Tajikistan |
| Cờ Tajikistan |

| Cờ Uzbekistan (có tua ở viền) |
| Cờ Uzbekistan (có tua ở viền) |

| Cờ Venezuela |
| Cờ Venezuela |

### Sọc đứng
| Cờ Bỉ |
| Cờ Bỉ |

| Cờ Tchad |
| Cờ Tchad |

| Cờ Bờ Biển Ngà |
| Cờ Bờ Biển Ngà |

| Cờ Pháp |
| Cờ Pháp |

| Cờ Guinée |
| Cờ Guinée |

| Cờ Ireland |
| Cờ Ireland |

| Cờ Ý |
| Cờ Ý |

| Cờ Mali |
| Cờ Mali |

| Cờ Nigeria |
| Cờ Nigeria |

| Cờ Peru |
| Cờ Peru |

| Cờ România |
| Cờ România |

### Sọc đứng có biểu tượng
| Cờ Andorra |
| Cờ Andorra |

| Cờ Barbados |
| Cờ Barbados |

| Cờ Cameroon |
| Cờ Cameroon |

| Cờ Canada |
| Cờ Canada |

| Cờ Guatemala |
| Cờ Guatemala |

| Cờ México |
| Cờ México |

| Cờ Moldova |
| Cờ Moldova |

| Cờ Mông Cổ |
| Cờ Mông Cổ |

| Cờ Saint Vincent & Grenadines |
| Cờ Saint Vincent & Grenadines |

| Cờ Sénégal |
| Cờ Sénégal |

| Cờ Suriname (có tua ở viền) |
| Cờ Suriname (có tua ở viền) |

### Sọc chéo
| Cờ Cộng hòa Congo |
| Cờ Cộng hòa Congo |

| Cờ Tanzania (có tua ở viền) |
| Cờ Tanzania (có tua ở viền) |

### Sọc chéo có biểu tượng
| Cờ CHDC Congo (có tua ở viền) |
| Cờ CHDC Congo (có tua ở viền) |

| Cờ Namibia (có tua ở viền) |
| Cờ Namibia (có tua ở viền) |

| Cờ Saint Kitts và Nevis (có tua ở viền) |
| Cờ Saint Kitts và Nevis (có tua ở viền) |

| Cờ Quần đảo Solomon |
| Cờ Quần đảo Solomon |

| Trinidad và Tobago (có tua ở viền) |
| Trinidad và Tobago (có tua ở viền) |